# Heathcote (Victoria)
Heathcote ist eine Stadt im zentralen Victoria, die am Northern Highway 110 km nördlich von Melbourne und 40 km südöstlich von Bendigo liegt. Sie kann über den McIvor Highway angefahren werden. Im Jahre 2016 hatte Heathcote 1716 Einwohner.

## Geschichte
Der erste Europäer, von dem man weiß, dass er in die Gegend kam, war Thomas Livingstone Mitchell im Jahre 1836. 1851 lebten etwa 400 Europäer dort, darunter 16 Siedler.

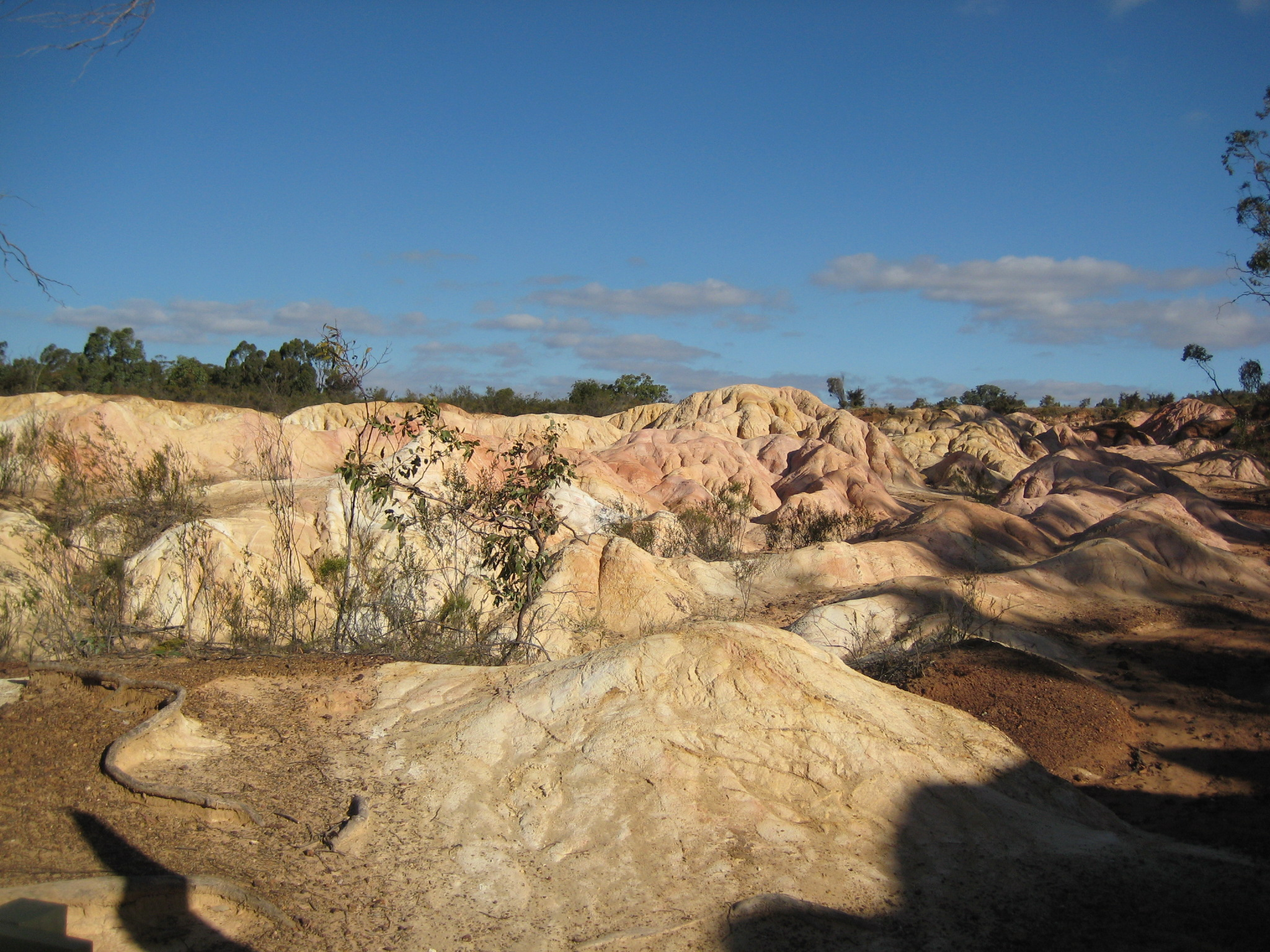
Die Pink Cliffs Reserves erinnern an den Goldrausch von Heathcote.

Gegen Ende des Jahres 1852 wurde Gold am McIvor Creek gefunden. Innerhalb von sechs Monaten kampierten etwa 40.000 Goldsucher in der Gegend. Es war einer der reichsten Goldfunde in der Zeit des australischen Goldrausches. Das Gold wurde leicht gefunden und schnell gehoben, und am Ende des Jahres war der größte Teil der Goldsucher an andere Orte abgewandert, obwohl in tieferen Lagen weiterhin jahrelang Gold gefunden wurde. Dies war vor der Zeit der Stadtgründung durch die Regierung von Victoria, die den Bau von Gebäuden anordnete. Das Postamt öffnete am 1. Juli 1853 unter dem Ortsnamen McIvor Creek, wurde aber sechs Monate später, am 1. Januar 1854, in Heathcote umbenannt.
Nach dem Rückgang der Gold-Bergbaus entwickelte sich die Region zu einem bedeutenden Landwirtschaftsgebiet.
Heathcote war von 1889 bis 1968 an die Eisenbahn angeschlossen.
Der spektakulärste Zwischenfall in der Zeit des Goldrauschs um Heathcote war der Überfall auf einen privaten Goldtransport durch den Bushranger John Francis am 20. Juli 1853. Dies geschah nahe der Stelle, an der später, am 31. Januar 1945, ein Flugzeug der Stinson Aircraft abstürzte, wobei zehn Menschen den Tod fanden.

## Gegenwart
Heathcote ist die Ortschaft, die nahe zum Heathcote-Greytown National Park und Lake Eppalock liegt. In der Stadt wird an Ostern ein Rodeo-Turnier und im November jedes Jahres eine Landwirtschaftsschau veranstaltet. Heathcote liegt im Zentrum der Heathcote-Weinanbau-Region und ist bekannt für seine Shiraz-Weine.
Die Stadt hat eine Mannschaft, die in der Heathcote District Football League Australischen Football spielt.
Golf kann auf dem Kurs des Heathcote Golf Club am Recreation Reserve gespielt werden.